# 土手香那子
土手 香那子（どて かなこ、1978年5月14日 - ）は、広島県出身の広島ローカルタレント。おうし座、愛称はどてちん。2019年7月1日からF.D.K.タレント部と提携。

## 人物・概要
- 身長は165cm。
- 比治山女子中学校・高等学校、広島女学院大学文学部英米文学科卒業
- 大型自動二輪免許所有。
- 中学生の時に全日本バトントワリング選手権で2年連続優勝の経験がある。
- 深夜テレビ番組『KEN-JIN』のKEN-JINギャル4号としてアシスタントを広島女学院大学在学中の1997年から番組終了の2005年まで8年務める。
- 2003年 『2003 ひろしまフラワーフェスティバル』のフラワークィーンを務める。
- 2009年4月10日 『夜型人間』のMCとしてレギュラーになる。
- 2009年11月8日 一般人と結婚。
- 2009年11月10日 ブログをライブドアからアメーバに引っ越し、合わせて前項の結婚報告を行った。
- その後は、イベントMC[1]、ブライダルMC[3]を中心に活動中。

## 主な出演番組

### テレビ
過去
- KEN-JIN（1997年 - 2005年、RCCテレビ） KEN-JINギャル4号
- 夜型人間（2009年4月10日 - 2010年3月19日、TSSテレビ新広島） MC
- めざましテレビ公認 わがまま!気まま!旅気分「ひろしま横断!!よくばり女子会ツアー」（2010年11月27日、TSSテレビ新広島・BSフジ） - 篠原ともえ、坊美希と共演
- ゴルフの花道(2011年4月17日 - 2011年7月、RCCテレビ） アシスタント
- テレビ映画「浮気なストリッパー」（2014年1月10日、RCCテレビ）

### ケーブルテレビ
過去
- 大ちゃんの都合により…。（2012年10月 - 2014年9月、ひろしまケーブルテレビHICAT） 広島ローカルタレント大松しんじと広島県内でロケ

### ラジオ
- ボンバー石井のTHE ROCKY JET CITY(FMちゅーピー）
- 曜子とTOCOの口八丁手八丁!(FMちゅーピー） 月曜・火曜レギュラー
- 五反田香那子の一日一ぜん( - 2011年9月29日） パーソナリティ：五反田曜子 アシスタント：土手香那子
- 朝ラジ！～水曜どてdeショー！～（2016年4月6日 -、FMちゅーピー) 毎週水曜
- 裕治郎のダメダメ経営者改造計画(2016年5月 - 、FMちゅーピー）毎週金曜16:30 - 17:00

### ネット配信番組

#### YouTube
- from H 広島発のエンタメチャンネル「大ちゃんの勝手ながら…。」(2016年4月 - ) 広島ローカルタレント大松しんじと広島県内でロケ
- from H 広島発のエンタメチャンネル「仰天!!リフォーム探訪記」（2016年6月30日 - 、マエダハウジング） 広島ローカルタレント大松しんじと広島県内でロケ

## 書籍

### 写真集
- 土手香那子 KEN‐JINギャル4号 （2003年8月、ザメディアジョン ISBN 978-4902024104） 撮影：横山雄二

## CM
- RCC中古車展示場「MEGA」